# ファブリシオ・ブストス
ファブリシオ・ブストス（スペイン語: Fabricio Bustos、1996年4月28日 - ）は、アルゼンチンのサッカー選手。アルゼンチン代表。ポジションはDF。

## クラブ歴
コルドバ州ウカチャに生まれ、地元のホルヘ・ニューベリーでサッカーを始めた。2008年にCAインデペンディエンテに加入した。
2016年にガブリエル・ミリート監督の下トップチームに昇格。12月5日に初出場するとレギュラーの座を掴んだ。

## 代表歴
アルゼンチンU-17代表として2013 南米U-17選手権優勝に貢献した。2014年にU-20代表としても出場した。
2017年8月27日に2018 FIFAワールドカップ・南米予選に挑むアルゼンチンA代表に招集された。2018年3月23日に行われたイタリア代表との親善試合で代表初出場。

## タイトル

### クラブ
インデペンディエンテ
- コパ・スダメリカーナ: 2017

### 代表
アルゼンチンU-17
- 南米U-17選手権: 2013